# Regulakette
Die Regulakette ist ein Gebirgszug im Westen des ostantarktischen Königin-Maud-Lands. Sie bildet dort den südwestlichen Teil des Ahlmannryggen. Zu ihr gehören der Flårjuven, die Aurhø, das Hornet und die Snøhetta.
Entdeckt und benannt wurde der Gebirgszug bei der Deutschen Antarktischen Expedition 1938/39 unter der Leitung des Polarforschers Alfred Ritscher. Namensgeber ist Herbert Regula (1910–1980), Meteorologe dieser Forschungsreise.